# أرشيف 81
أرشيف 81 (بالإنجليزية: Archive 81) هو مسلسل رعب أمريكي من بطولة مامودو أثي، دينا شهابي، مات ماكغوري ومارتن دونوفان.عرض المسلسل على منصة نتفليكس في 14 يناير 2022.

## روابط خارجية
أرشيف 81 على موقع IMDb (الإنجليزية)
- أرشيف 81 على موقع ميتاكريتيك (الإنجليزية)
- أرشيف 81 على موقع روتن توميتوز (الإنجليزية)
- أرشيف 81 على موقع نتفليكس (الإنجليزية)
- أرشيف 81 على موقع فيلمافينيتي (الإسبانية)
- أرشيف 81 على موقع كينوبويسك (الروسية)
- أرشيف 81 على موقع ألو سيني (الفرنسية)
- أرشيف 81 على موقع قاعدة بيانات الفيلم (الإنجليزية)